# كييتا واتانابي
كييتا واتانابي هو متزلج على مسار قصير ياباني، ولد في 25 مارس 1992 في كاواغويه في اليابان.

## وصلات خارجية
- كييتا واتانابي على موقع ShortTrackOnLine.info (الإنجليزية)
- كييتا واتانابي على موقع أوليمبيديا (الإنجليزية)